# Ellipsoïde van Bessel
De ellipsoïde van Bessel (Bessel 1841) is een referentie-ellipsoïde: dit is een ellipsoïde die bedoeld is de vorm van de Aarde tot op zekere hoogte te benaderen, terwijl deze structuur, vanwege de wiskundige opbouw, ook bruikbaar is in berekeningen. Hoewel Friedrich Bessel zijn ellipsoïde, die gebaseerd was op de verwerking van talloze  meetresultaten al in 1841 publiceerde, is hij in Europa tot op de dag van vandaag in gebruik in vele geodetische coördinatensystemen. Zo ook in het Nederlandse RD-coördinatensysteem.
De Aarde is geen zuivere bol, ook niet als er geen bergen of zeeën zouden zijn. De Noordpool ligt dichter bij het middelpunt van de Aarde (namelijk 6357,4 km) dan de evenaar (6378,2 km). Men kan zich een ellipsoïde het beste voorstellen als een om de korte as draaiende ellips, een ingedrukte voetbal. 
Naast de ellipsoïde van Bessel zijn er later vele andere referentie-ellipsoïden gepubliceerd, zoals de ellipsoïde van Hayford en de ellipsoïde van Krasovski. Tegenwoordig wordt wereldwijd de GRS 80-referentie-ellipsoïde het meest gebruikt.